# Это любовь (альбом «Несчастного случая»)
«Это любовь» — четвёртый студийный альбом команды «Несчастный случай», выпущенный 29 ноября 1997 года. Альбом записывался в 1996—1997 годах. Запись проходила в Первой тон-студии Останкино.
Алексей Кортнев со временем считал альбом «Это любовь» одним из самых удачных альбомов группы и оценивал как сугубо музыкальный феномен.

## Список композиций
1. Буратино — 10:47
2. Нет, ты понял — 05:37
3. Это любовь — 05:47
4. Что ты имела — 04:07
5. Балалаечка — 04:55
6. Простуда!!! — 06:14
7. Америка — 05:35
8. Чего мы носим — 02:30
9. Луна — 08:38
10. Чем виновата любовь — 06:20
11. Нет-нет — 03:08
12. Луна (радиоверсия) — 05:59

## Состав
- Алексей Кортнев — вокал, гитара
- Павел Мордюков — вокал, саксофон, свист
- Сергей Чекрыжов — вокал, клавишные
- Дмитрий Чувелёв — электрогитара
- Андрей Гуваков — бас-гитара
- Дмитрий Морозов — ударные

## Песни
Также как предыдущий альбом группы («Межсезонье»), «Это любовь» связан с театральной постановкой, но воспринимается как самостоятельное произведение. Песни «Это любовь», «Америка» и «Чего мы носим» были написаны для спектакля «Вам позволено переиграть» по пьесе Макса Фриша «Биография», который Григорий Гурвич ставил в театре «Летучая мышь». Алексей Кортнев рассказывал, что летом 1996 группы «Несчастный Случай» и «Лицей» участвовали в круизе из Санкт-Петербурга до Лондона и обратно, во время которого играли для пассажиров. Одним из слушателей был Григорий Петрович Гурвич, который озвучил Алексею Кортневу идею спектакля. Три песни были написаны для спектакля сразу же на пароходе. Они стали основой альбома, также в него вошли песни, написанные позже.
Некоторые из песен, вошедших в альбом, по своей структуре стремятся к сюитам и являются мини-операми, в которых ярко выражена фабула, имеются выписанные роли и драматические элементы. В процессе работы над альбомом музыканты увлеклись созданием длительных композиций в жанре арт-рок («Буратино» и «Луна»), а также рок-н-ролльных песен, которые основаны на случайно подслушанных у окружающих фразах («Что ты имела в виду» и «Нет, ты понял»).

### «Буратино»
Песня «Буратино» основана на сказке Алексея Толстого «Приключения Буратино или Золотой ключик» и переносит в современность историю персонажа, являющегося культурным архетипом. Композиция в жанре арт-рок, продолжительность которой составляет десять минут, использует принцип контрапункта с трагикомическим эффектом. В то время, как солист поёт о жертвенности и говорит о том, что главный герой Буратино готов пожертвовать собой и сгореть, чтобы согреть этим огнём Мальвину, чтобы ей стало «навсегда тепло», бэк-вокалисты делают намёки на эротические притязания героя («Буратино — секс-машина»).

### «Нет, ты понял»
Песня «Нет, ты понял» сочетает в себе энергичный рок-н-ролл, композицию с хард-роковой фактурой и лирическую вставку фрагмент песни «Уголочек неба» из дебютного альбома «Троды плудов», что создаёт контраст. Также песня использует случайно подслушанные у окружающих фразы. По мнению Д. А. Ступникова, текстом песни Алексей Кортнев показывает отказ от участия в противостоянии разных рок-школ («Москва красива, как блядь, Питер страшен, как СПИД, Урал бы мог постоять, да уже не стоит, и только там, за бугром, вдали от этих проблем играет Биг-Бен…») и объявляет о принадлежности к вечности.
В песне есть аллюзии на песни групп «Машина времени» «Картонные крылья любви» («И крыльев нет у любви, один картон взамен») и «Аквариум» «Рок-н-ролл мертв» («И если рок-н-ролл мертв, то я — ещё как!»).
В 2012 году в программе «Простые вопросы» телекомпании «Альфа-канал» г. Благовещенск Борису Гребенщикову задали вопрос о строке из этой песни («А Макар и БГ теперь, как Энгельс и Маркс»), на что он ответил: «Вы знаете, я бы не хотел жить в мире, который описывает Лёша Кортнев. Я не Энгельс и не Маркс, и с Андрюшкой мы занимаемся разными делами».
Также песня переиздавалась в альбоме «Самый сок».

### «Это любовь»
Песня «Это любовь» была написана для спектакля «Вам позволено переиграть» по пьесе Макса Фриша «Биография», который Григорий Гурвич ставил в театре «Летучая мышь».
Также песня переиздавалась в альбоме «Самый сок».

### «Что ты имела»
Настоящим «локомотивом» альбома стала песня «Что ты имела (в виду)». В песне отображается хаотичность мышления человека, когда внутри одного предложения происходит изменение хода мысли: «Вот я не понял, вот я не понял. Нет, всё понятно, но что конкретно…». На эту песню в 1997 году был снят клип, режиссёр Григорий Константинопольский.
Позже Алексей Кортнев рассказывал, что песня была написана на спор с издателем первых альбомов «Несчастного случая» Андреем Феофановым, в котором Кортнев утверждал, что любая строчка может стать основой рок-н-ролла. Феофанов предложил написать песню на основе фразы «Что ты имела в виду?», которую произнесла его секретарша в разговоре по телефону с подругой. В течение 1-2 суток Кортнев сочинил текст песни. Песня была шуточной, поэтому группа первоначально не хотела записывать её. В конце классической версии песни используется перегруженное соло на гитаре, которое исполняет Алексей Кортнев. По его утверждению, исполнение было поручено ему, так как он не умеет этого делать (для того, чтобы соло звучало как можно ужаснее).
В песне использована цитата из песни Владимира Кузьмина «Как ты живешь без меня?» («Как я живу без тебя? Прошла немая тоска. Всё у меня хорошо, прекрасно как никогда»).
В 2009 году группа «Машина времени» сделала кавер-версию песни для своего трибьют-альбома «Машины не парковать».
Также песня переиздавалась в альбомах «Самый сок», «Лучшее — враг хорошего» и «Несчастный случай: 30 лет. Лучшее.».

### «Балалаечка»
Песня «Балалаечка» является кавер-версией песни советского барда Михаила Анчарова «Песенка про психа из больницы имени Ганнушкина».

### «Америка»
Песня «Америка» была написана для спектакля «Вам позволено переиграть» по пьесе Макса Фриша «Биография», который Григорий Гурвич ставил в театре «Летучая мышь».

### «Чего мы носим»
Песня «Чего мы носим» была написана для спектакля «Вам позволено переиграть» по пьесе Макса Фриша «Биография», который Григорий Гурвич ставил в театре «Летучая мышь».

### «Нет-нет»
При записи песни «Нет-нет» использовался вокальный эффект, имитирующий голос со старой граммофонной пластинки. Голос был пропущен через гитарный блок эффектов. Хотя впоследствии песня переделывалась, Алексею Кортневу нравится именно этот вариант, так как, по его мнению, перегруженный вокал в сочетании с чистым звуком рояля дают правильный драматический эффект. По словам Дмитрия Чувелёва, голос был изменён из-за того, что музыкантам показалось, что песня простовата. Но слушателям не понравилось искажение голоса, поэтому по их просьбам песня была переиздана на альбоме 2000 года «Чернослив и курага», где был использован трек голоса в чистом виде без эффектов.
В дальнейшем альтернативная версия песни была использована в финале мюзикла 2019 года «В городе Лжедмитрове» и вошла в одноимённый альбом. Для мюзикла часть текста изменили. В результате, она стала исполняться от лица холостого человека и его возлюбленной. Женскую партию в мюзикле исполнила Кристина Бабушкина.
Также песня переиздавалась в альбомах «Лучшее — враг хорошего» и «Несчастный случай: 30 лет. Лучшее.».

## Оформление
По словам Алексея Кортнева, обложка альбома была сделана не художником, а отсканирована из научной книги Збигнева Лева-Старовича «Секс в культурах мира». Рисунок представляет собой древний символ, найденный автором книги на стене африканской пещеры.
Также в оформлении альбома используется текст, который «играет в коммуникацию с потребителем» и пародирует рекламу. В тексте утверждается, что аудиокассета является чистящей и чистит не только магнитную головку магнитофона, но и кафель и одежду, зубы и ковры.